# Live at Brixton Academy (Pendulum-Album)
Live at Brixton Academy ist das erste und einzige Livealbum der Dance-/Electronica-Band Pendulum. Es wurde erstmals am 12. Juni 2009 auf iTunes veröffentlicht, nachdem man es bereits eine Woche zuvor hatte vorbestellen können, und enthält 16 Titel, die DVD enthält 19.

## Entstehung
Das Album wurde komplett bei einem Auftritt Pendulums bei der Brixton Academy in London während zweier Konzerte von Paul Caslin aufgenommen. Rob Swire war Sänger und spielte Synthesizer, Gareth McGrillen übernahm den E-Bass, Peredur ap Gwynedd war Gitarrist, Paul Kodish spielte Schlagzeug und MC war Ben Mount. Zusammengeschnitten und gemixt wurde das Album von Mike Downs.

## Titellisten
| Titelliste (CD) | Titelliste (CD) |
| --- | --------------- |
| Gesamtlänge: 1:19:15 1. Intro – 1:57 2. Showdown – 5:52 3. Fasten Your Seatbelts – 5:50 4. Another Planet – 4:26 5. Voodoo People – 4:48 6. Propane Nightmares – 6:04 7. Blood Sugar – 5:16 8. The Other Side – 5:27 9. Different – 5:57 10. Master of Puppets – 1:34 11. Slam – 4:19 12. Hold Your Colour – 7:13 13. Countdown – 2:19 14. Tarantula – 4:58 15. Granite – 4:56 16. The Tempest – 8:19 |                 |

## Kritiken
Das Album bekam überwiegend positive Kritik. Emma Horan von allgigs.co.uk meinte, dass das Album beweise, dass Pendulum eine exzellente Live-Band sei, und man diese DVD brauche, wenn man noch keine Chance hatte, sie live zu sehen. Ein Autor von fasterlouder.com.au meinte, dass Pendulum die richtige Formel gefunden habe, was sie noch erfolgreicher macht.

## Chartplatzierungen
Das Album konnte in Neuseeland und in Großbritannien die Charts erreichen. Während in Neuseeland Platz 32 erreicht wurde und man insgesamt zwei Wochen einen Platz in den Charts belegen konnte, stieg das Album im Vereinigten Königreich auf Platz 45 ein und hielt sich insgesamt drei Wochen in den Top 100.
| ChartsChartplatzierungen     | Höchstplatzierung | Wochen |
| ---------------------------- | ----------------- | ------ |
| Vereinigtes Königreich (OCC) | 45 (3 Wo.)        | 3      |